# Britt Nicole
Brittany Nicole Waddell (Salisbury, 2 de agosto de 1984) é uma cantora norte-americana de música cristã contemporânea. Começou a cantar com três anos de idade. Abandonou a faculdade para se dedicar a carreira musical porque sentiu que Deus tinha um chamado em sua vida. Ela atua com o nome de Britt Nicole, e é contratada pela Sparrow Records.

## Infância
Britt começou a cantar com três anos em sua igreja Templo da Verdade em Kannapolis , Carolina do Norte. Ela junto com seu irmão e primo eventualmente se envolveram com o programa de televisão evangélico Charlotte Station no WAXN. Na escola ela era também membro do coral estudantil, e teve a oportunidade de cantar com eles no Carnegie Hall em Nova York, uma honra para a jovem cantora que despontaria, num futuro próximo, em sua carreira conhecida mundialmente.

## Carreira
Britt rejeitou uma bolsa de estudos da Universidade de Belmont, em Nashville, Tennessee para se dedicar a carreira musical. Ela sentiu que Deus estava lhe chamando para deixar a faculdade e se dedicar a música. Em 2004, ela assinou uma gestão comercial com o Word Records, tendo o seu primeiro contrato assinado pela Sparrow Records em 2006, e em seguida lançou o seu primeiro álbum em 2007 Say It em 22 de maio. Britt ja cantou ao lado de ícones da música cristã como Sanctus Real, Hawk Nelson, Jeremy Camp, Steven Curtis Chapman, Brandon Heath, Leeland, Grits e Newsong.

### Say It
Em 22 de maio de 2007 ela lançou seu álbum de estréia Say It. Ele alcançou a #40 posição na Billboard's Christian Albums. O primeiro single do álbum, "You", foi lançado em 27 de março de 2010. Ele atingiu o Top 10 na revista R&R. Era a canção #12 nas mais tocadas no Christian Hit em estações de rádio em 2007, de acordo com a revista R&R. Ele também alcançou a posição #6 na Billboard Hot Christian Songs, sua música mais tocada até a data.
O primeiro clipe da Britt Nicole, com a música "Believe", estreou no Gospel Music Channel no dia 22 de setembro de 2007. A música "Sunshine Girl" tocou no reality show da MTV chamado "Newport Harbor: The Real Orange County" em 2007.
Em 20 de novembro de 2007, Britt lançou o seu primeiro EP intitulado Holiday Trio. Um EP com temas de Natal e só foi lançado digitalmente. Ele apresentava a canção "Believe" em remix, além de duas músicas nunca antes lançadas: uma é um original intitulado "Come What May", e o outro é um cover do sucesso "Last Christmas".
"Set the World on Fire" foi lançado como o terceiro e último single do Say It nos EUA. A canção alcançou a posição decima primeira na Billboard Hot Christian Songs. Em 2007 e 2008, "Holiday" e "When She Cries" foram lançadas como singles do Reino Unido, enquanto "Don't Worry Now" foi tocada nas rádios da Austrália. Britt fez um clipe para o seu primeiro single Believe estreando no Gospel Music Channel em 22 de setembro de 2007.

### The Lost Get Found
Em 2009, Britt lançou "The Lost Get Found" como primeiro single para promover seu segundo álbum com o mesmo nome, a canção estreou em vigésimo lugar na parada gospel da Billboard, chegando futuramente a oitava posição. O álbum foi lançado no dia 11 de Agosto de 2009 e alcançou a primeira posição no ranking gospel de álbuns da Billboard e a 62° no ranking geral, conseguiu também a primeira posição nas rádios cristãs.
"Walk On The Water" foi o segundo single do álbum no US. Chegou a decima sétima na Billboard Hot Christian Songs e a primeiro nas rádios cristãs. No Reino Unido, o segundo single ficou como "Headphones", alcançando a segunda posição no Reino Unido Christian CHR, a música ganhou ainda um clipe em 09 de Novembro de 2010, postado em sua página do VEVO.
"Hanging On" foi o terceiro single do álbum lançado em Julho para coincidir com o lançamento do álbum "Acoustic", e chegou a 19° na Billboard Hot Christian Songs.
No Reino Unido, "Welcome to the Show", "Safe" e "Have Your Away" foram lançados como single, alcançando as posições 4°, 3° e 4° lugar, respectivamente.

### Gold
No dia 26 de março de 2012 Britt lançou seu 4º álbum de estúdio se contar com o Acoustic EP. Gold é também o primeiro álbum da cantora a ser distribuído no Brasil, pela CanZion Brasil. Gold foi um sucesso mundial, pois ficou em 1º lugar na Billboard Christian Albums Charts, assim como o The Lost Get Found que ficou em 2009. O álbum também ficou na 41ª posição na Billboard 200, dos álbuns mais vendidos de todos os gêneros, assim como o The Lost Get Found também ficou, mas na 62ª posição. A música Ready or Not com participação do rapper Lecrae já foi preferida para a maioria dos seus fãs, sendo que já tocou no 14º episódio da 13ª temporada do reality show The Biggest Loser no dia 04/04/12. A música Walk On The Water, do álbum The Lost Get Found tocou no mesmo reality durante sua 9ª temporada. Gold também está entre os 20 álbuns mais vendidos nos EUA no iTunes.
Britt regravou a música "Through the Eyes of Love" para a regravação do filme Ice Castles no início de 2010. E contribuiu com suas canções: The Lost Get found, Safe, Like a Star e Holiday para a trilha sonora do filme. O filme repercutiu bem, e suas músicas ganharam grande crédito do público em todo o mundo. Seu quarto clipe foi lançado.

### The Remixes
No dia 28 de janeiro de 2015, em sua página no Facebook, Britt Nicole anuncia que está preparando o lançamento do seu primeiro álbum com os remixes das suas músicas de mais sucesso, anunciando também a capa do álbum e o seu lançamento, que estava previsto para o dia 17 de março. Alguns dias depois, Britt posta a tracklist do álbum, que contém 12 músicas, entre elas um remix antigo de Amazing Life feito pela banda de EBM Gospel, Capital Kings. Nos dias seguintes, Britt começa a postar em sua página previews das músicas presentes no álbum. No dia 2 de março de 2015, ela anuncia que o remix da música Set The World On Fire, presente originalmente no álbum Say It, teria um videoclipe gravado e que seria lançado na sua conta no YouTube "BrittNicoleVEVO" no dia 3 de março. No dia 3 de março o videoclipe oficial da música é lançado e o The Remixes entra em pré-venda. O vídeoclipe na verdade é um lyric video com algumas cenas de Britt e suas amigas se divertindo ao fundo. No dia 17 de março de 2015 o álbum é finalmente lançado e estreia em 32ª posição na Billboard Christian Albums Charts.

## Discografia

### Álbuns de estúdio
| Ano  | Álbuns             | Formato     | Selo              |
| ---- | ------------------ | ----------- | ----------------- |
| 2003 | Follow The Call    | CD          | MGS Music         |
| 2007 | Say It             | CD, digital | EMI CMG/Sparrow   |
| 2009 | The Lost Get Found | CD, digital | EMI CMG/Sparrow   |
| 2012 | Gold               | CD, digital | EMI CMG / Sparrow |
| 2016 | Britt Nicole       | CD, digital | Capitol CMG       |

### EPs
| Ano  | EP                 | Formato     | Selo            |
| ---- | ------------------ | ----------- | --------------- |
| 2004 | Brittany Waddell   | CD          | MGS Music       |
| 2007 | Holiday Trio       | digital     | EMI CMG/Sparrow |
| 2009 | The Lost Get Found | digital     | EMI CMG/Sparrow |
| 2010 | Acoustic           | CD, digital | EMI CMG/Sparrow |

## Singles
| Ano  | Clipe                                            | Álbum              |
| ---- | ------------------------------------------------ | ------------------ |
| 2007 | Believe                                          | Say It             |
| 2009 | Holiday                                          | Say It             |
| 2009 | The Lost Get Found                               | The Lost Get Found |
| 2010 | Walk On The Water (US)                           | The Lost Get Found |
| 2010 | Headphones (UK)                                  | The Lost Get Found |
| 2010 | Hanging On                                       | The Lost Get Found |
| 2010 | Welcome to the Show (UK)                         | The Lost Get Found |
| 2010 | Safe (UK)                                        | The Lost Get Found |
| 2010 | Have Your Way (UK)                               | The Lost Get Found |
| 2012 | All This Time                                    | Gold               |
| 2012 | Gold                                             | Gold               |
| 2014 | The Sun Is Rising (Tema de "Mulheres ao Ataque") | Gold               |
| 2015 | Set The World On Fire (Neon Feather Remix)       | The Remixes        |
| 2016 | Through Your Eyes                                | Britt Nicole       |
| 2017 | Be The Change                                    | Britt Nicole       |
| 2017 | Work of Art                                      | Britt Nicole       |

## Turnês
- You're Worth More Than Gold Tour (2012)

## Premiações
| Ano  | Premiação    | Categoria                          | Nomeação  | Resultado |
| ---- | ------------ | ---------------------------------- | --------- | --------- |
| 2011 | Dove Awards  | Vocalista Feminina do Ano          | Ela mesma | Nomeada   |
| 2013 | Grammy Award | Melhor Álbum Cristão Contemporâneo | Gold      | Nomeada   |